# Florencia Klipauka Lewtak
Florencia Naiara Klipauka Lewtak (Oberá, 22 de diciembre de 1993) es una política argentina. Integra la Cámara de Diputados de la Nación Argentina desde el 2021, habiendo sido electa por la coalición Juntos por el Cambio representando a la provincia de Misiones. En 2023, pasó a integrar el bloque parlamentario «Hacemos Coalición Federal». Sin embargo, decidió abandonarlo en 2024 y pasó a integrar La Libertad Avanza.
Klipauka comenzó su militancia política en el Partido Activar de la Provincia de Misiones.

## Biografía
Klipauka Lewtak es hija de un comerciante de la localidad misionera de Leandro N. Alem. Realizó sus estudios secundarios en el Instituto Lineo de la ciudad de Oberá, para posteriormente obtener el título de abogada de la Universidad Católica de Santa Fe.
Klipauka se encontraba segunda en la lista de Juntos por el Cambio en Misiones en las elecciones legislativas de 2021, acompañando a Martín Arjol, dirigente radical de la provincia. Arjol y Klipauka lograron sus bancas superando en número de votos al partido local Frente Renovador de la Concordia Social, que en pocas oportunidades, desde su creación, perdió una elección.